# 達馬斯卡
49°59′44″N 34°20′55″E / 49.99556°N 34.34861°E
達馬斯卡（烏克蘭語：Дамаска），是烏克蘭中部的村莊，隸屬波爾塔瓦州的波爾塔瓦區。該村分別距離基里洛-甘尼夫卡、亞基涅-奧卡里1公里和瓦西列-烏斯季米夫卡2.5公里，面積1.47平方公里，海拔高度138米，2001年人口257。